# John Dickson-Poynder
John Dickson-Poynder, né le 31 octobre 1866 sur l'île de Wight et mort le 6 décembre 1936 à Londres en Angleterre, 1er baron Islington, est un administrateur colonial britannique, gouverneur de la Nouvelle-Zélande du 22 juin 1910 au 3 décembre 1912.